# Добросело
Добросело је насељено мјесто у општини Доњи Лапац, источна Лика, Република Хрватска.

## Географија
Добросело се налази око 10 км југоисточно од Доњег Лапца. У Доброселу постоји раскршће, преко Мазина и Брувна повезује се са Личком магистралом.

## Историја
У месту је 1847. године пописано 1646 Срба, а за двадесет година (1867) број душа се повећао на 1921.
Добросело се од распада Југославије до августа 1995. године налазио у Републици Српској Крајини.

## Култура
У Доброселу је сједиште истоимене парохије Српске православне цркве. Парохија Добросело припада Архијерејском намјесништву личком у саставу Епархије Горњокарловачке. У Доброселу се налазио храм Српске православне цркве Св. апостола Петра и Павла, из 19. вијека, а срушен у Другом свјетском рату. Парохију сачињавају: Горњи Лапац и Боричевац.

## Становништво
Према попису из 1991. године, насеље Добросело је имало 234 становника, и сви су били српске националности. Према попису становништва из 2001. године, Добросело је имало 94 становника. Према попису становништва из 2011. године, насеље Добросело је имало 117 становника.
| Националност       | 1991. | 1981. | 1971. | 1961. |
| Срби               | 234   | 216   | 314   | 412   |
| Југословени        |       | 13    | 10    |       |
| Хрвати             |       |       |       | 4     |
| Муслимани          |       |       |       | 2     |
| остали и непознато |       | 1     | 1     |       |
| Укупно             | 234   | 230   | 325   | 418   |

| Демографија | Демографија | Демографија |
| Година      | Становника  | Становника  |
| ----------- | ----------- | ----------- |
| 1961.       | 418         |             |
| 1971.       | 325         |             |
| 1981.       | 230         |             |
| 1991.       | 234         |             |
| 2001.       | 94          |             |
| 2011.       |             | 117         |

## Попис 1991.
На попису становништва 1991. године, насељено место Добросело је имало 234 становника, следећег националног састава:
| Попис 1991.‍ | Попис 1991.‍ | Попис 1991.‍ | Попис 1991.‍ | Попис 1991.‍ |
| ----------- | ----------- | ----------- | ----------- | ----------- |
|             |             |             |             |             |
| Срби        | Срби        |             | 234         | 100%        |
| укупно: 234 |             |             |             |             |